# Friedrich-Otto Ripke

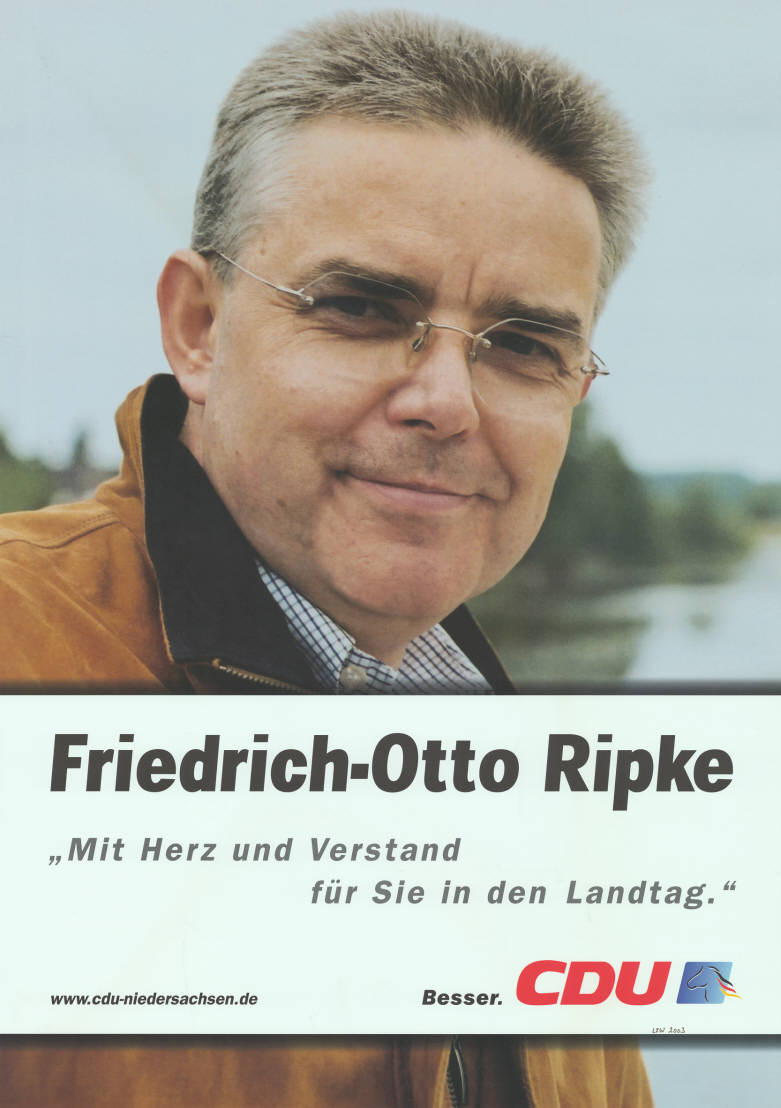
Friedrich-Otto Ripke auf einem Landtagswahlplakat 2003

Friedrich-Otto Ripke (* 21. April 1953 in Schwarmstedt) ist ein deutscher Politiker (CDU). Von 2005 bis 2013 war er Staatssekretär im Niedersächsischen Ministerium für Ernährung, Landwirtschaft, Verbraucherschutz und Landesentwicklung. Bis 2005 war er niedersächsischer Landtagsabgeordneter sowie Generalsekretär der CDU Niedersachsen.

## Leben und Beruf
Ripke machte eine Ausbildung zum staatlich geprüften Landwirtschaftsgehilfen und studierte von 1974 bis 1977 an der Fachhochschule Osnabrück. Nach dem Studium nahm Ripke seine Berufstätigkeit als Diplomingenieur für Landbau beim Pflanzenschutzamt an der Landwirtschaftskammer Hannover auf. Seit 1986 war er dort als Referatsleiter für Sachkundeausbildung, Anwendungstechnik und fachbehördliche Überwachung tätig. Außerdem wirkte er in Beiräten der Biologischen Bundesanstalt für Landwirtschaft sowie in internationalen Arbeitskreisen der Deutschen Phytomedizinischen Gesellschaft mit.
Im März 2003 wurde er als Abgeordneter für den Wahlkreis Walsrode (Landkreis Heidekreis) in den Niedersächsischen Landtag gewählt, war hier Mitglied im Innen- und Umweltausschuss sowie als Vorsitzender des Agrarausschusses tätig. Im August 2003 wählte ihn der Landesparteitag zum Generalsekretär der CDU Niedersachsen. Diese Funktion hat er am 29. November 2005 aufgegeben und war seitdem bis 2013 Staatssekretär im Landwirtschaftsministerium.
Seit Ende November 2013 ist er Präsident des Interessenverbandes der niedersächsischen Geflügelwirtschaft NGW, der größten Lobbyorganisation der niedersächsischen Geflügelproduzenten mit rund 1200 Mitgliedsunternehmen. Von September 2015 bis Juni 2024 war er Vorstandsvorsitzender des Vereins für kontrollierte alternative Tierhaltungsformen (KAT). Am 14. November 2016 wurde er zum Präsidenten des Zentralverbands der Deutschen Geflügelwirtschaft gewählt, dessen Vizepräsident er vorher war. Er amtierte bis zum 12. November 2024.
Im Juni 2020 sprach er sich gegen ein Verbot von Werkverträgen in der Fleischindustrie aus.
Ripke ist verheiratet und hat drei Kinder.